# Sakapulteks
Els sakapulteks són un grup ètnic d'origen maia de Guatemala. La seva llengua indígena és també anomenada sakapultek i està estretament relacionat amb el quitxé. Els sakapulteks viuen al municipi de Sacapulas, al departament d'El Quiché.